# Desmeocraera habe
Desmeocraera habe är en fjärilsart som beskrevs av Sergius G. Kiriakoff 1964. Desmeocraera habe ingår i släktet Desmeocraera och familjen tandspinnare. Inga underarter finns listade i Catalogue of Life.